# 小行星1355
小行星1355（1355 Magoeba）是一颗围绕太阳公转的小行星。1935年4月30日，西里爾·傑克遜在约翰内斯堡发现了此天体。
該小行星以南非北德蘭士瓦爾的原住民酋長馬戈巴（Magoeba）命名。
这颗小行星的绝对星等为340.456098867768等。